# Silvanny Sivuca
Silvanny Rodriguez (São Paulo, 19 de novembro de 1980) conhecida pelo nome artístico de Silvanny Sivuca, é uma percussionista, musicista, educadora e produtora musical brasileira.
Silvanny tornou-se conhecida no cenário musical brasileiro por ser integrante na banda do artista Emicida como percussionista e baterista e também por integrar na banda do programa Caldeirão com Mion.

## Vida e carreira
Nascida e criada na comunidade de Paraisópolis (bairro de São Paulo), Sivuca é a filha mais nova de uma enfermeira mineira e de um pedreiro baiano. Ela começou a batucar nos potes plásticos da mãe. Ninguém da família era envolvido com o movimento artístico, mas a música era constante dentro de casa. Aos sete anos, aprendeu a tocar pandeiro por conta própria, apenas observando um amigo da irmã mais velha. Aos quatorze anos, com o apoio da família, passou a estudar instrumentos de percussão em uma escola de música, e após sete anos começou a ensinar música nessa mesma instituição.
Começou a carreira como educadora musical e produtora executiva no projeto social Meninos do Morumbi. Após esse período, começou a trabalhar na produção musical. Como percussionista, passou a integrar em bandas de artistas de destaque na mídia tornou-se regente da Banda Alana, com a missão de honrar a criança e acreditar no poder transformador da música.
Sivuca foi a primeira mulher mestra de uma bateria mista do carnaval paulistano ao comando do bloco Me Lembra que Eu Vou. Ela também é regente da Big Band do Itaú, fazendo apresentações no Rock In Rio.
Como produtora musical realiza muitos trabalhos em trilhas para comerciais de publicidade, documentários e projetos. Em 2020, fez parte da curadoria da Natura Musical.
Em 2021, Silvanny Sivuca foi vencedora do prêmio WME Awards na categoria melhor instrumentista do ano.
Ela ganhou o apelido Sivuca quando ainda estudava percussão, em homenagem ao sanfoneiro paraibano Sivuca. Sua habilidade em tocar diversos instrumentos foi comparada com as desse grande músico brasileiro.